# Flugplatz Môtiers

i7
i11
i13
Der Flugplatz Môtiers ist ein privater Flugplatz in Môtiers im schweizerischen Kanton Neuenburg. Er wird durch den Aéro-Club du Val-de-Travers betrieben.

## Lage
Der Flugplatz liegt etwa 1 km nordöstlich von Môtiers und etwa 25 km südwestlich von Neuenburg. Das Flugplatzgelände liegt auf dem Gebiet der politischen Gemeinde Val-de-Travers. Naturräumlich liegt der Flugplatz im westlichen Val de Travers im Bereich des Drei-Seen-Landes.

## Flugbetrieb
Am Flugplatz Môtiers findet Flugbetrieb mit Ultraleicht- und Motorflugzeugen statt. Der Flugplatz verfügt über eine 566 m lange Start- und Landebahn aus Gras. Nicht am Platz stationierte Flugzeuge benötigen eine Genehmigung des Platzhalters (PPR), um in Môtiers landen zu können.

## Geschichte
Der Aéro-Club du Val-de-Travers wurde am 3. Mai 1961 gegründet. Am 13. September 1961 landete das erste Flugzeug auf dem Flugplatz Môtiers. Der Flugplatz wurde drei Wochen später offiziell eröffnet. Im Jahr 1971 wurde der Aéro-Club du Val-de-Travers Eigentümer des Flugplatzes.